# Pierre Gauthier (homme politique, 1894-1972)
Pour l’article homonyme, voir Gauthier.
Pierre Gauthier (31 août 1894-6 juillet 1972) est un médecin et homme politique fédéral et provincial du Québec.

## Biographie
Né à Deschambault dans la région de la Capitale-Nationale, Pierre Gauthier étudia au Collège Sainte-Anne, au Séminaire de Québec et à l'Université Laval. Il sert dans le Corps de santé royal canadien de 1941 à 1942.
Élu député du Parti libéral du Québec dans la circonscription provinciale de Portneuf lors de l'élection partielle déclenchée après la démission du député Édouard Hamel en 1927, il est réélu en 1931. Il est défait par Bona Dussault de l'Action libérale nationale en 1935. Il servit comme whip de 1931 à 1935.
Élu député du Parti libéral du Canada dans la circonscription fédérale de Portneuf lors de l'élection partielle déclenchée par la démission du député Lucien Cannon en 1936, il quitte le caucus libéral peu après les élections de 1940 pour rallier celui du Bloc populaire canadien en 1943. Réélu avec les Libéraux en 1945, 1949, 1953 et en 1957, il est défait par le progressiste-conservateur Aristide Rompré en 1958. Il est whip en chef de l'Opposition officielle et du Parti libéral de 1957 à 1958.